# Paola Andino
Paola Nicole Andino (Bayamón, Puerto Rico; 22 de marzo de 1998) es una actriz estadounidense de origen puertorriqueño más conocida por protagonizar la serie de televisión de Nickelodeon Every Witch Way con el papel de Emma Alonso.

## Carrera
Andino nació en Bayamón, Puerto Rico, y se mudó a  Texas unos meses después de su tercer cumpleaños. Cuando era niña, bailó competitivamente como miembro del Lewisville's Footlights Dance Studio; a la edad de diez años comenzó a tomar clases de actuación con Antonia Denardo en Denardo Talent Ventures, en Lewisville. Después de una aparición en un episodio de Grey's Anatomy, en 2011, actuó en la película de Hallmark Hall of Fame Más allá de la pizarra junto a Emily VanCamp, donde interpretó a Mariaq, una joven sin hogar. En diciembre de 2013, obtuvo el papel principal en la serie de televisión de Nickelodeon Every Witch Way, basada en la telenovela juvenil latinoaméricana Grachi, interpretando a Emma Alonso, una bruja buena que trata de navegar por la escuela secundaria con sus nuevos poderes. Por este papel fue nominada como Mejor joven actriz de televisión en los Imagen Awards.
En 2017 interpretó a Olivia Gutiérrez en la segunda temporada de Queen of the South. En octubre de 2018 se anunció que protagonizaría la película de drama independiente Sno Babies.

## Filmografía
| Año       | Título                | Rol                         | Notas                                                                |
| --------- | --------------------- | --------------------------- | -------------------------------------------------------------------- |
| 2010      | Grey's Anatomy        | Lily Price                  | Artista invitada, temporada 7 episodio 6                             |
| 2011      | Beyond the Blackboard | Maria                       | Película de televisión                                               |
| 2014—2015 | Every Witch Way       | Emma Alonso                 | Protagonista                                                         |
| 2015      | Talia in The Kitchen  | Emma Alonso                 | Crossover: : «Every Witch Lola's» (temporada 1, episodio 7)          |
| 2015      | WITS Academy          | Emma Alonso                 | Artista invitada. «My Buddy from Orlando» (Temporada 1, episodio 14) |
| 2017      | Queen of the South    | Olivia «Chaparra» Gutiérrez | Recurrente; 5 episodios                                              |
| 2019      | Sno Babies            | Hannah Reid                 | Coprotagonista                                                       |

## Premios y nominaciones
| Año  | Premio                        | Categoría                             | Candidato       | Resultado |
| ---- | ----------------------------- | ------------------------------------- | --------------- | --------- |
| 2014 | Kid's Choice Awards           | Show de TV infantil favorito          | Every Witch Way | Nominada  |
| 2014 | Imagen Awards                 | Mejor programa de televisión infantil | Every Witch Way | Nominada  |
| 2014 | Imagen Awards                 | Mejor joven actriz de televisión      | Ella misma      | Ganadora  |
| 2014 | Kids' Choice Awards Argentina | Show de TV infantil favorito          | Every Witch Way | Ganadora  |
| 2015 | Kid's Choice Awards México    | Programa internacional favorito       | Every Witch Way | Nominada  |
| 2015 | Kid's Choice Awards Colombia  | Programa internacional favorito       | Every Witch Way | Nominada  |
| 2015 | Imagen Awards                 | Mejor programa de televisión infantil | Every Witch Way | Nominada  |
| 2015 | Imagen Awards                 | Actriz juvenil favorita               | Ella misma      | Nominada  |
| 2015 | Kid's Choice Awards Argentina | Programa internacional favorito       | Every Witch Way | Nominada  |
| 2015 | J14 Teen Icon Awards          | Iconic TV Actresses                   | Ella misma      | Nominada  |